# Lista jednostek Armii Unii ze stanu Arkansas

Flaga stanowa Arkansas

Stan Arkansas na mapie USA

Lista jednostek Armii Unii ze stanu Arkansas w czasie wojny secesyjnej 1861–1865.

## Piechota
- 1 Ochotniczy Pułk Piechoty Arkansas (1st Arkansas Volunteer Infantry Regiment)
- 1 Ochotniczy Pułk Piechoty Arkansas (ciemnoskórych) (1st Arkansas Volunteer Infantry Regiment (African Descent))
- 2 Ochotniczy Pułk Piechoty Arkansas (2nd Arkansas Volunteer Infantry Regiment)
- 2 Ochotniczy Pułk Piechoty Arkansas (ciemnoskórych) (2nd Arkansas Volunteer Infantry Regiment (African Descent))
- 3 Ochotniczy Pułk Piechoty Arkansas (3rd Arkansas Volunteer Infantry Regiment)
- 3 Ochotniczy Pułk Piechoty Arkansas (ciemnoskórych) (3rd Arkansas Volunteer Infantry Regiment (African Descent))
- 4 Ochotniczy Pułk Piechoty Arkansas (4th Arkansas Volunteer Infantry Regiment)
- 4 Ochotniczy Pułk Piechoty Arkansas (ciemnoskórych) (4th Arkansas Volunteer Infantry Regiment (African Descent))
- 5 Ochotniczy Pułk Piechoty Arkansas (ciemnoskórych) (5th Arkansas Volunteer Infantry Regiment (African Descent))
- 6 Ochotniczy Pułk Piechoty Arkansas (ciemnoskórych) (6th Arkansas Volunteer Infantry Regiment (African Descent))

## Kawaleria
- 1 Ochotniczy Pułk Kawalerii Arkansas (1st Arkansas Volunteer Cavalry Regiment)
- 2 Ochotniczy Pułk Kawalerii Arkansas (2nd Arkansas Volunteer Cavalry Regiment)
- 3 Ochotniczy Pułk Kawalerii Arkansas (3rd Arkansas Volunteer Cavalry Regiment)
- 4 Ochotniczy Pułk Kawalerii Arkansas (4th Arkansas Volunteer Cavalry Regiment)

## Artyleria
- 1 bateria artylerii lekkiej Arkansas (1st Battery, Arkansas Light Artillery)
- 1 bateria artylerii lekkiej Arkansas (ciemnoskórych) (st Battery, Arkansas Light Artillery (African Descent))